# Hugo Camberos
Hugo Camberos (* 21. Januar 2007 in Autlán de Navarro, Jalisco) ist ein mexikanischer Fußballspieler auf der Position eines Stürmers.

## Leben
Camberos begann seine Laufbahn 2018 im Nachwuchsbereich des Club Deportivo Guadalajara, bei dem er zu Beginn des Jahres 2024 erstmals einen Profivertrag erhielt und – wie bei Nachwuchsspielern allgemein üblich – zunächst in den Kader des Farmteams Club Deportivo Tapatío aufgenommen wurde. In der Apertura 2024 gewann er mit Tapatío die Zweitligameisterschaft der Liga de Expansión MX. 
Durch seine überzeugenden Leistungen wurde er zur Apertura 2025 in den Kader der ersten Mannschaft des Club Deportivo Guadalajara aufgenommen, in dessen Begegnungen der Liga MX er ebenfalls überzeugte und sich zu den positiven Lichtblicken einer ansonsten eher durchschnittlichen Mannschaft entwickelte. Im vom Ergebnis her enttäuschenden Heimspiel gegen den Querétaro Fútbol Club (1:1) am 1. Februar 2025 wurde Camberos als der beste Spieler seiner Mannschaft wahrgenommen, der die insgesamt schwache Offensivleistung seiner Mannschaft bereicherte.
Seit 2021 war Camberos bereits für verschiedene mexikanische Auswahlmannschaften im Juniorenbereich im Einsatz.

## Erfolge
- Mexikanischer Zweitligameister: Apertura 2024